# Eupithecia galenaria
Eupithecia galenaria är en fjärilsart som beskrevs av W. Warren 1907. Eupithecia galenaria ingår i släktet Eupithecia och familjen mätare. Inga underarter finns listade i Catalogue of Life.